# Липовец (Молдова)
Липовец (рум. Lipovăț, Липовэц) — село в Глодянском районе Молдовы. Наряду с сёлами Балатина, Старые Клокочены, Новые Томешты и Старые Томешты входит в состав коммуны Балатина.

## География
Село расположено на высоте 155 метров над уровнем моря.

## Население
По данным переписи населения 2004 года, в селе Липовэц проживает 155 человек (71 мужчина, 84 женщины).
Этнический состав села:
| Национальность | Число жителей | Процентный состав |
| -------------- | ------------- | ----------------- |
| молдаване      | 155           | 100.0             |
| Всего          | 155           | 100 %             |